# IC 434
IC 434 ist ein Emissionsnebel im Sternbild Orion am Himmelsäquator, durch den der Pferdekopfnebel, eine Dunkelwolke auf gleicher Sichtlinie, hinterleuchtet und so sichtbar wird.

## Beobachtung

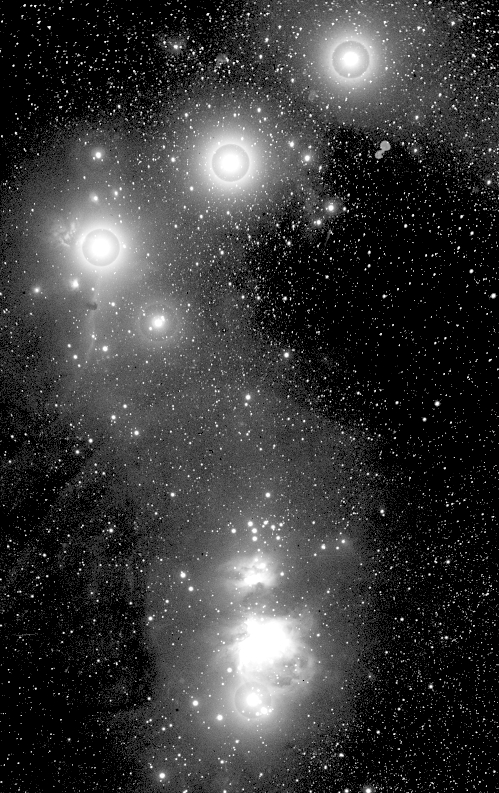
Aufnahme eines Bereiches der Orion Region durch William Henry Pickering aus dem Jahr 1888. Der IC 434 sowie der überlagerte Pferdekopfnebel sind unter dem linken hellen Stern im oberen Drittel zu erkennen.

Über die Entdeckung mittels der damals neuen Photographie berichtet Edward Charles Pickering 1890, rund ein Jahr, nachdem die Aufnahme durch seinen Bruder angefertigt und auf dieser der Nebel von seiner Mitarbeiterin Williamina Fleming entdeckt worden ist.
Der Nebel befindet sich südlich des hellen Sterns Alnitak im Oriongürtel. Aufgrund seiner äquatorialen Position kann er je nach Jahreszeit von allen bewohnten Gebieten der Erde beobachtet werden. Wegen der schwachen Helligkeit ist er jedoch nur mittels Langzeitbelichtungen oder mit Teleskopen mittlerer Größe sichtbar.
Der Nebel grenzt westlich an die Molekülwolke Orion B und erreicht 70 Bogenminuten in der Länge aber nur wenige Bogenminuten in der Breite. Seine Form gleicht einer langen, streifenförmigen Klinge, die in Nord-Süd-Richtung verläuft. Der östliche Teil ist stellenweise von einer Dunkelwolke verdeckt, die zu Orion B gehört und wegen ihrer charakteristischen Form als Pferdekopfnebel bekannt ist.

## Merkmale
Es handelt sich um eine H-II-Region, die von der Strahlung des Sternsystems Sigma Orionis ionisiert wird. Angaben über die Temperatur des Emissionsnebels variieren zwischen 3360 K bis 8000 K. Eine Studie von 1992 nannte eine Temperatur von etwa 6000 K.